# 石珪
石珪（？—1223年），泰安新泰县人，金朝末年、元朝初年军事人物。
金宣宗贞祐年间，金朝南迁开封府，他率少壮自保，与滕阳陈敬宗聚兵山东，在龟蒙山击败张都统、李霸王。又在亳阳击败降金的宋将郑元龙。随刘二祖、霍仪在泰安领导红袄军起义，为红袄军首领之一。1217年（贞祐五年、宋宁宗嘉定十年），先受金朝侯挚招降，又与李全等降南宋，为涟水忠义军统辖。次年，蒙古成吉思汗派遣葛不罕出使南宋，石珪令部下刘顺随同赴撒麻耳干（今乌兹别克斯坦撒马尔罕）与成吉思汗通好。1220年，涟水忠义军统辖季先为宋制置使贾涉诱杀，石珪于是在盱眙被季先部下宋德珍等迎为统帅，称太尉，率涟水忠义军部众北投蒙古，归降木华黎。1221年，与严实分据东平府（治今山东省东平县）等地，任济、兖、单三州总管、山东路行元帅。1223年，被授为东平兵马都总管、山东诸路都元帅。七月，领兵破曹州，与金将郑从宜连战数昼夜。为金兵所败，因马仆倒被擒，送至汴京（今河南省开封市），被蒸杀于市。子石天禄袭职。